# Concours d'Elegance

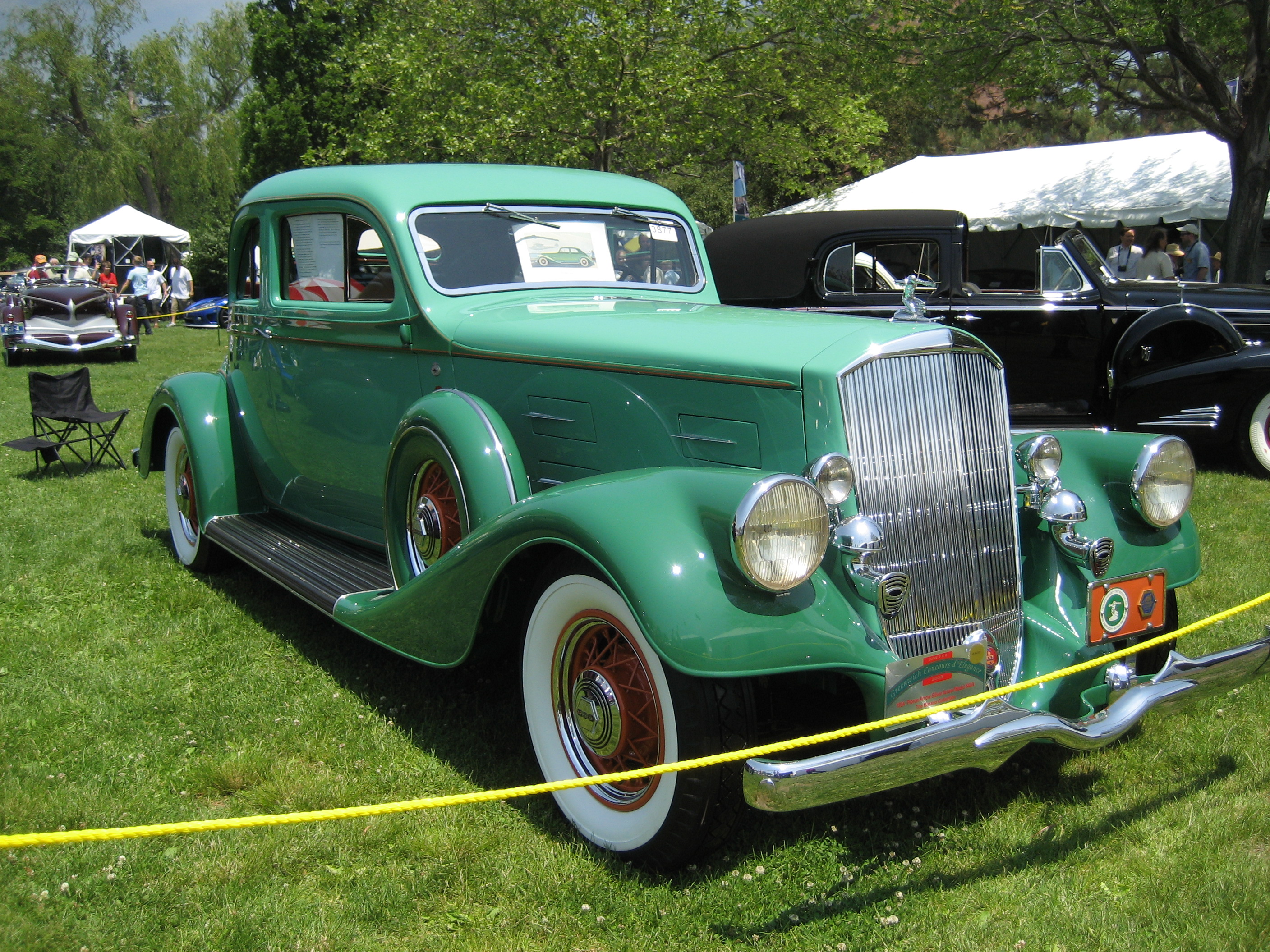
Pierce Silver Arrow Model 840A Coupe

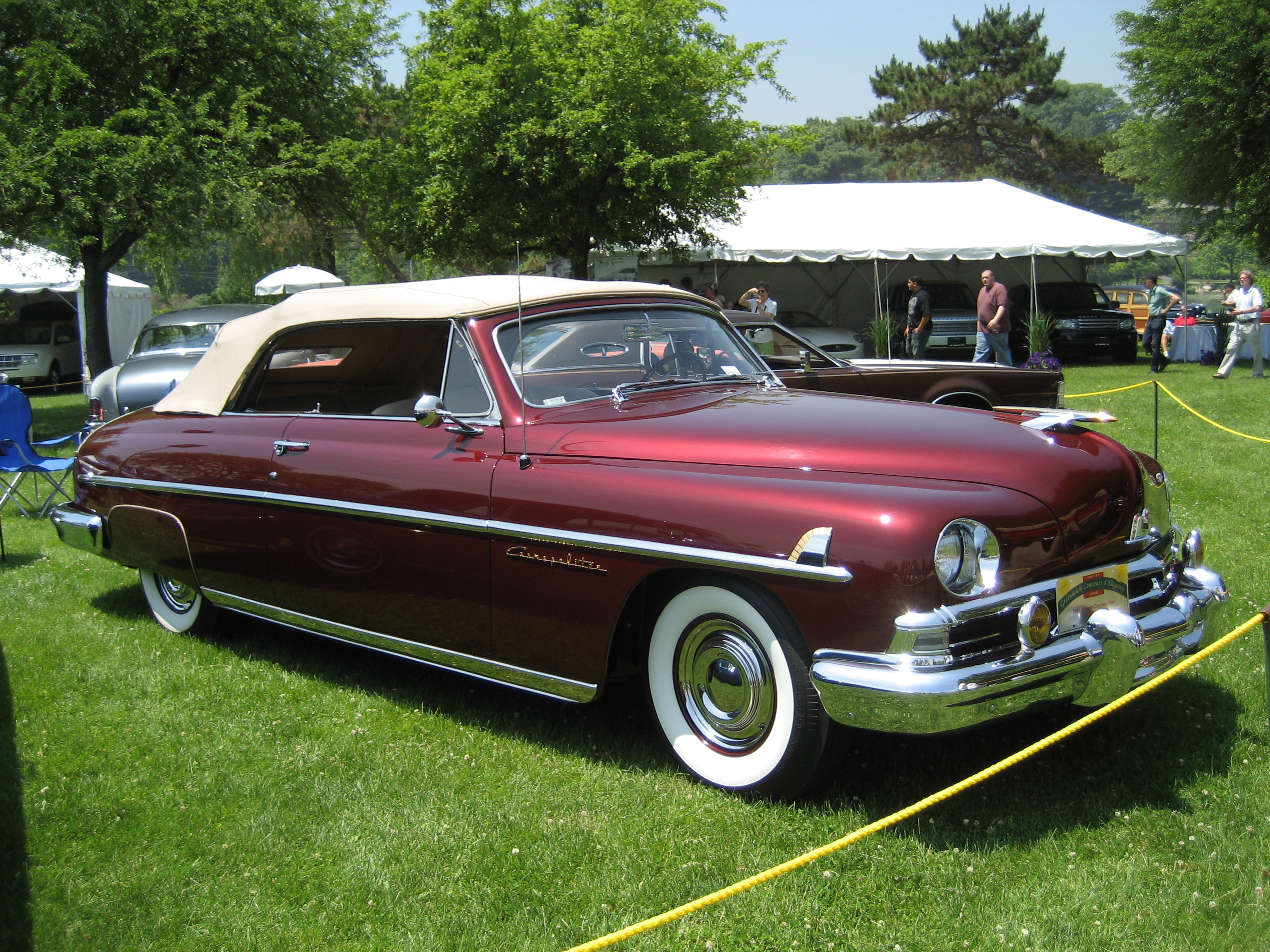
Lincoln Cosmopolitan

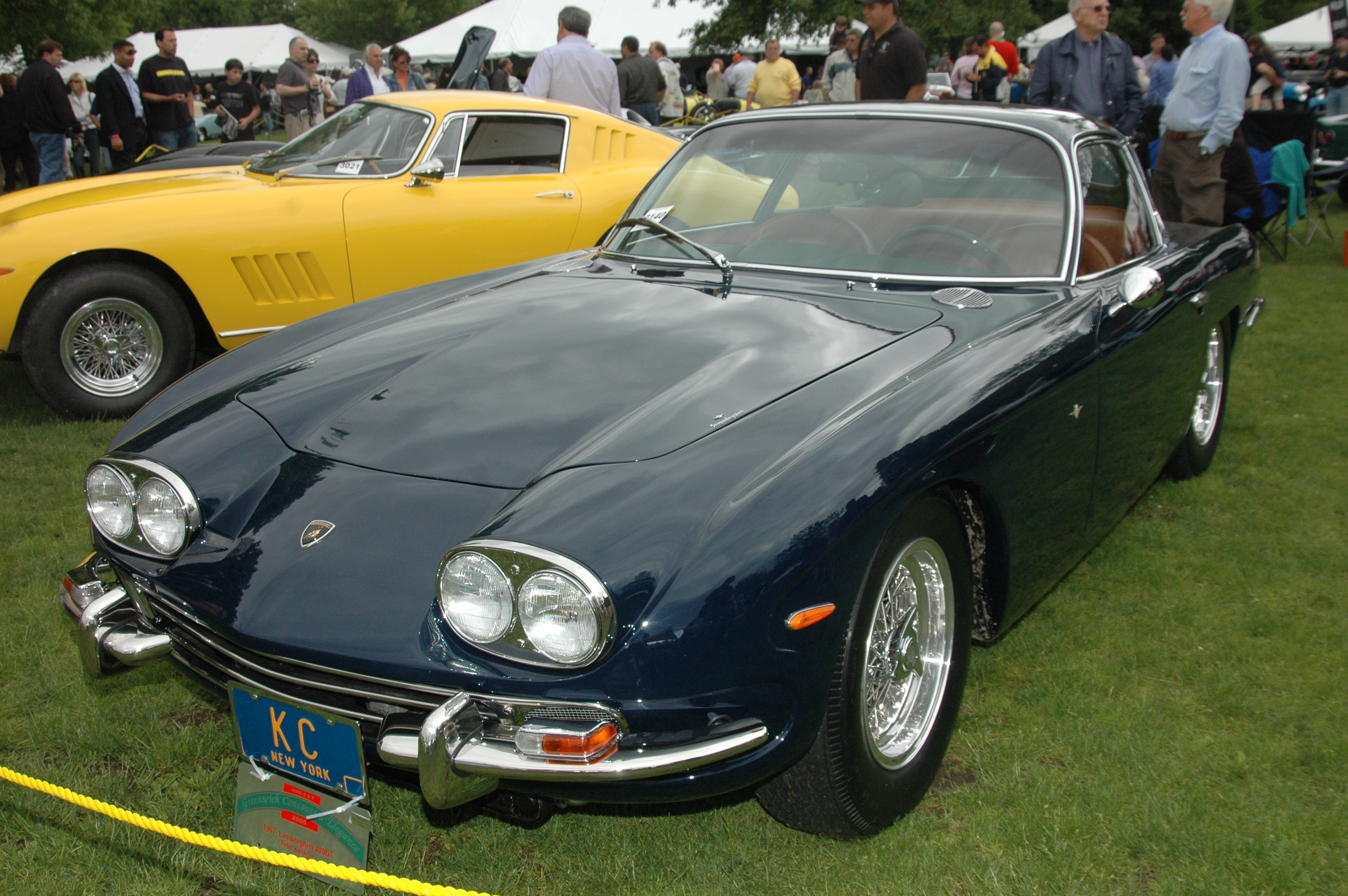
Lamborghini 400 GT

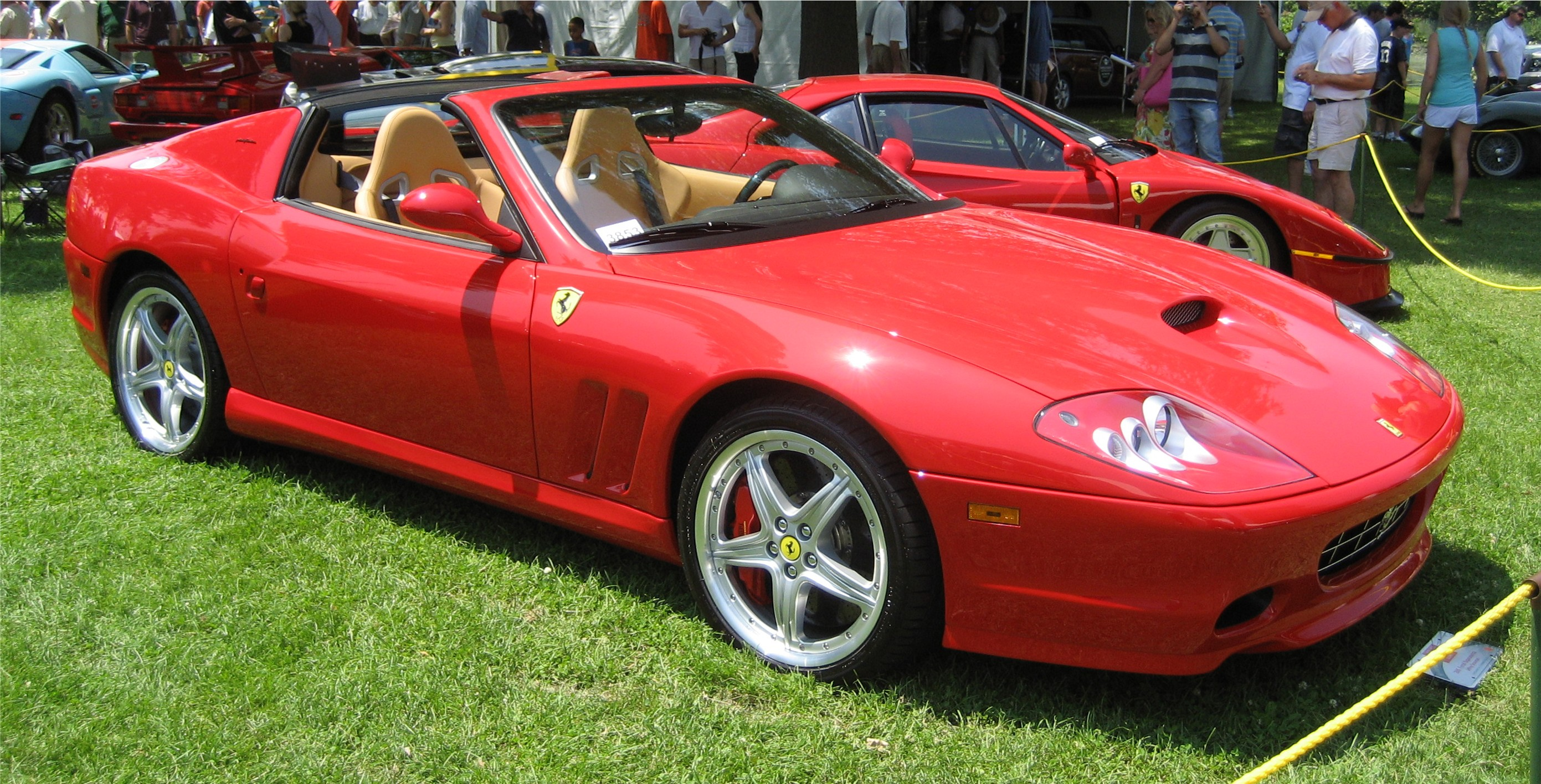
Ferrari Superamerica

Concours d'Elegance (z francuskiego Konkurs Elegancji) sięga już XVII-wiecznej francuskiej arystokratycji, która wystawiała swoje reprezentacyjne powozy konne w parkach Paryża latem w weekendy i święta. 

## Historia
Z biegiem czasu właściciele samochodów także chcieli oceniać wygląd swoich aut, starzejące się powozy nie wytrzymały konkurencji. Aby "nie zabić ducha" arystokratycznej Francji pokazy bryczek i powozów często odbywają się wieczorem po pokazach samochodów lub po wyścigach. Concours d'Elegances obejmują Pebble Beach Concours d'Elegance, Meadow Brook Concours d'Elegance, Amelia Island Concours d'Elegance i Louis Vuitton Classic w Midtown Manhattan. Concours istnieją również dla motocykli, jedynym obecnie jest Legend Of The Motorcycle Concours d'Elegance. 
Wiele lokalnych organizacji sponsoruje Concours; tradycje Concours d'Elegance powodują, że zawody są znacznie bardziej wymagające niż inne Motor Show. Sędziowie badają dokładnie całość pojazdu. Muszą ocenić każdy element. Tylko te pojazdy, które oceniane są jako idealne (lub prawie) pod każdym względem, są uznane jako kwalifikujące się do trofeum. 
Na Concours d'Elegance posiadacze starych aut z całych sił starają się odrestaurować pojazd, jednak nie mogą przekroczyć poziomu Mint. Mint to warunek, który mówi, że pojazd musi być w pierwotnym stanie, takim jak opuścił fabrykę. Na Concours oceniana jest między innymi jakość samochodów; tapicerka, farba, elementy chromowane galwanicznie oraz mechaniczne odtworzenie samochodu tak, aby wyglądał jak nowy. 
Concours d'Elegance prowadzi również konkursy dla klasycznych samochodów. Chodzi tu w równym stopniu o oryginalność, która jest warunkiem, ale również o kondycję samochodu. Głównym celem jest prezentacja pojazdu, który jest w tej samej lub lepszej formie, niż gdy upuścił taśmę produkcyjną. W oryginałach zmiany nie są dozwolone. Ale jeśli już są, muszą być dopasowane do roku produkcji i do modelu samochodu. Nawet części lub elementy zamontowane do samochodów tego samego typu, ale z innego roku produkcji lub są niedopasowane, nie będą zaliczane. Urządzenia od producentów akcesoriów lub z własnego zasięgu są dozwolone, a niektóre konkursy pozwalają na rynek sprzętu i akcesoriów pod warunkiem, że są z odpowiedniego roku. Oprócz tego przedstawiane samochody muszą być bez skazy; jest to wizualny warunek, jest tak w przypadku wszystkich Concours. 
Czasami na Concours d'Elegance dopuszcza się samochody niejeżdzące (np: z powodu niedziałającego silnika), z wyjątkiem samochodów na krótki dystans do przejazdów po dziedzińcach. Nie są one przeznaczone do użytku codziennego, a nie są widoczne w muzeach lub kolekcjach prywatnych. Nawet w przypadku jazdy na krótkie odległości, samochód musi być perfekcyjny i oczyszczony z brudu lub kamyczków wchodzących w bieżniki, także źdźbła trawy lub błoto spod nadkoli muszą być usunięte. Pojazd musi być stale utrzymywany na poziome Not-Dusted (z angielskiego Bez Kurzu), aby podczas robienia zdjęć wyglądał nadal nieskazitelnie.
Polacy bardzo rzadko biorą udział w zawodach, gdyż takie samochody jak FSM Syrena czy FSO Warszawa nie kwalifikują się do tego konkursu.

## Parodia
Parodia Concours d'Elegance to pojęcie ogólne, zostało utworzone w Pebble Beach, bardziej znane jako Concours d'Ignorance (z francuskiego Konkurs Ignorancji). Alan Galbraith, organizator, żartobliwie stwierdził, To zły pomysł, ale każda głupota kiedyś musi nadejść. Głównym celem jest kpienie z pokazu w Pebble Beach, organizatorzy uważają całe przedsięwzięcie za snobistysczne i ultra-drogie zgromadzenie kolekcjonerów samochodów. Pierwszą parodię zaplanowano na 9 sierpnia 2009. Podczas imprezy właściciele aut będą przesadnie (do znudzenia) dbali o swoje pojazdy, takie jak Ford Pinto, AMC Gremlin i Edsel. Gailbraith aby zrobić na złość oraganizatorom Concours d'Elegance planuje także pokaz Hot Rod'ów, który odbędzie się w Monterey, Kalifornia, niedaleko Pebble Beach.